# گراهام براون (بازیکن فوتبال، زاده ۱۹۵۰)
گراهام براون (انگلیسی: Graham Brown؛ زادهٔ ۵ نوامبر ۱۹۵۰) بازیکن فوتبال اهل بریتانیا است.
از باشگاه‌هایی که در آن بازی کرده‌است می‌توان به باشگاه فوتبال برتون آلبیون و باشگاه فوتبال لستر سیتی اشاره کرد.